# Aprószentek temetője
Az Aprószentek temetője (Cimetière des Innocents) egy nagyjából ezer éven át működő párizsi sírkert volt.

## Története

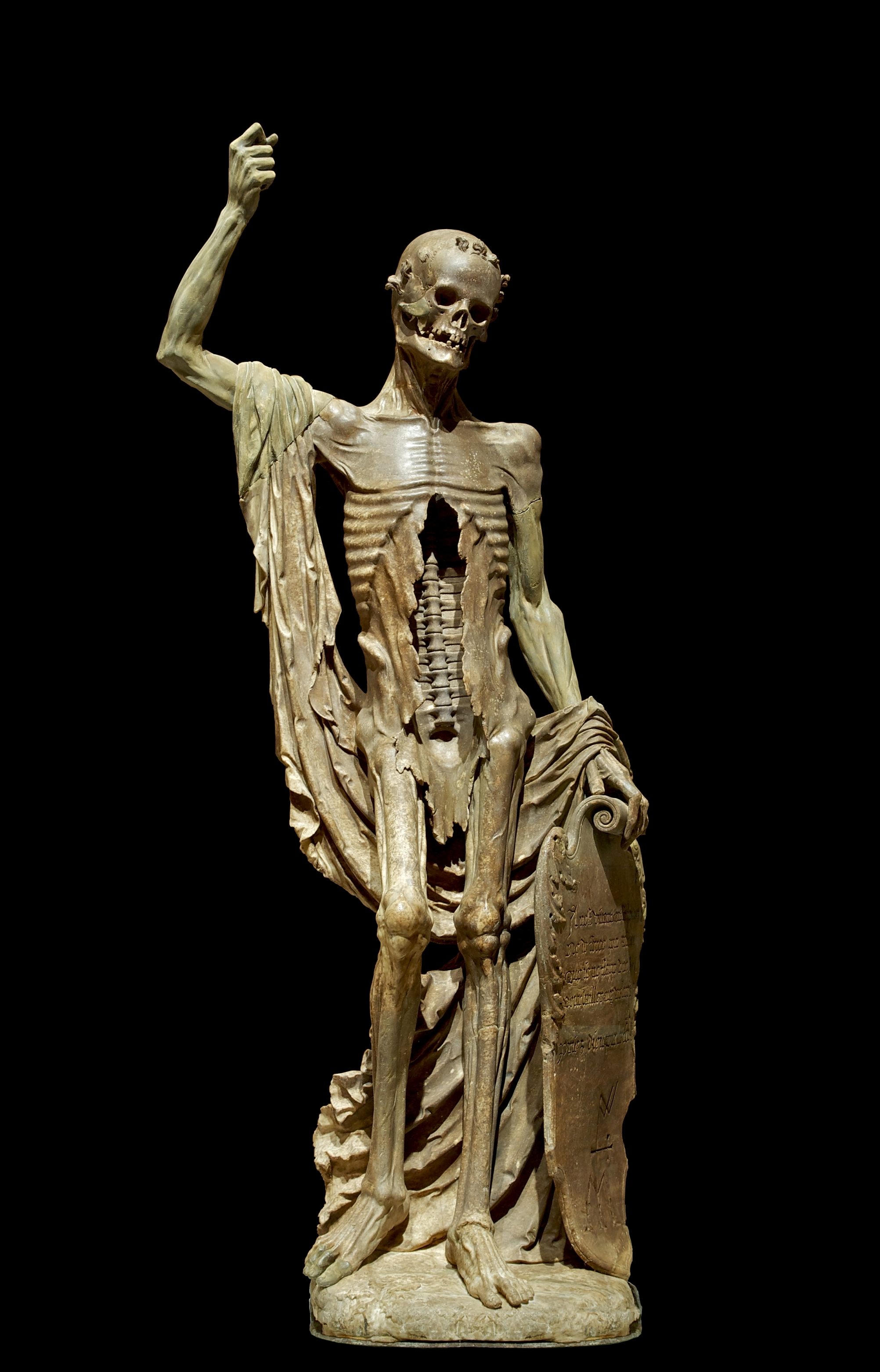
A halál szobra

A temető a Merovingok idejéből származik, és nagyjából ezer éven át használták a párizsiak. A számítások szerint körülbelül kétmillió holttestet hantoltak el területén. Első, Szent Mihálynak szentelt kápolnájának építési ideje ismeretlen, helyére 1130 körül emeltek egy nagyobb alapterületű létesítményt VI. Lajos francia király utasítására. Ezt a kápolnát az Aprószenteknek ajánlották. A templom mellé kriptát és szökőkutat építettek, valamint kialakítottak egy elzárkózásra alkalmas helyiséget.
Ez egy kicsi cella volt, amelybe befalazták azt, aki a magányos elmélkedésre vágyott. A cellába egy rácsos ablakon keresztül lehetett az élelmiszert beadni, míg egy másik hasonló ablak a templom belsejébe nyílt, hogy a kis helyiségben tartózkodó ember részt vehessen az istentiszteleteken.
Úgy tudni, a leghosszabb ideig, 46 évig Alix La Bourgeotte élt a cellában. Jeanne La Verrière, akkor költözött be mellé, amikor La Bourgeotte már 18 éve ott lakott. Ezután építettek egy második cellát, amelybe Renée de Vendôme került, akit házasságtörés és férje meggyilkolásának vádjával ítéltek erre. A negyedik nő, aki a befalazást választotta, egy özvegy, Jeanne Pannoncelle volt.
A középkorban az Aprószentek temetője volt a legnépszerűbb sírkert Párizsban, húsz egyházközségnek volt joga a használatára. Ide temették az Hôtel-Dieu kórházban elhunytakat, a Szajnából kifogott holttesteket, az 1348-as pestis áldozatait, a nyilvános helyen meghaltakat is. Az azonosítatlan halottak tömegsírokba kerültek. A temető annyira zsúfolt volt, hogy a halottakat rendszeresen kihantolták, a sírköveket eladták.
A néphit úgy tartotta, hogy a holttestek kilenc nap alatt csontig porladnak. A koponyákat és a csontokat osszáriumokban halmozták fel. Ezeket a sírkert három oldalán helyezték el, előttük árkád futott. A déli árkádot (Charnier des Lingères) gazdagon díszítették a haláltánc képeivel. A templom főkapujára a három halott és három élő történetét faragták. Később felállították a halál szobrát, amely ma a párizsi Louvre-ban látható.
1441-ben négy hónapon át tilos volt temetni vagy körmenetet tartani a sírkertben, mert a plébánia nem tudta megfizetni a Denys de Moulins püspök által követelt pénzt.
A temető, különösen a középkorban, népszerű séta- és találkahely volt. A 12. században három méter magas fallal vették körbe. A csontkamrák előtt boltok üzemeltek, az árkádok alatt prostituáltak vártak kuncsaftra, más pontjain barátok prédikáltak. A templomból indultak a körmenetek. Az Egy párizsi polgár naplója szerint volt olyan alkalom, amikor 12 500 gyerek, kezében gyertyával kísérte az egyik aprószentereklyét a Notre-Dame-ba, majd hozta onnan vissza. A temetőben ünnepi lakomákat is rendeztek.

## Felszámolása
A 18. században tarthatatlanná vált a temető zsúfoltsága. A sírkert talaja két és fél méterrel emelkedett az utcaszint fölé. 1765-ben törvény született, amely a talaj egészségtelen mivoltára hivatkozva betiltotta a városon belüli temetőket. 1780-ban a temetőt bezárták, újabb temetéseket nem rendeztek benne. Mivel az egyik elválasztófal beszakadt, halottak maradványai zuhantak egy közeli vendéglő pincéjébe. A város vezetése megkezdte a temető felszámolását, amelyet 1786-ban fejeztek be. Az emberi maradványokat a párizsi katakombákba helyezték át. A temetőből, amelynek területén ma a Joachim du Bellay tér található, csak a szökőkút és az egykori kripták támíveinek maradványai maradtak fenn.